# Morrow (Georgia)
Morrow è una città degli Stati Uniti d'America, situata nello Stato della Georgia e in particolare nella contea di Clayton.